# Sleepwalkers : Chasseurs de rêves
Pour les articles homonymes, voir Sleepwalker.
Sleepwalkers : Chasseurs de rêves (Sleepwalkers) est une série télévisée américaine en 9 épisodes de 42 minutes, créée par David S. Goyer et Stephen Kronish et dont seulement sept épisodes ont été diffusés entre le 1er novembre 1997 et le 31 mai 1998 sur le réseau NBC. 
En France, la série a été diffusée à partir du 21 janvier 2003 sur Série Club.

## Synopsis
Le Docteur Nathan Bradford, un spécialiste du sommeil, a mis au point une technologie permettant d'entrer dans les rêves de ses patients. Il décide de l'utiliser en psychiatrie, pour déterminer quels sont les problèmes exacts des malades. D'autres "chasseurs de rêves" l'accompagnent : Kate Russell, dont les connaissances en mythologie et religions apportent fréquemment des réponses aux questions insolubles, Vincent Konefke, un technicien passé maître dans la manipulation de cette technologie, et Ben Costigan, qui rejoint l'équipe après la mort de l'un des membres.

## Distribution
- Naomi Watts : Kate Russell
- Kathrin Nicholson : Gail Bradford
- Jeffrey D. Sams : Ben Costigan
- Bruce Greenwood : Docteur Nathan Bradford
- Abraham Benrubi : Vincent Konefke

## Épisodes
1. Titre français inconnu (Pilot)
2. Titre français inconnu (Night Terrors)
3. Titre français inconnu (Eye of the Beholder)
4. Titre français inconnu (Forlorn)
5. Titre français inconnu (Counting Sheep)
6. Titre français inconnu (Passed Imperfect)
7. Titre français inconnu (A Matter of Max)
8. Titre français inconnu (Cassandra)
9. Titre français inconnu (Sub-Conscious)